# فرانز كونيغ
فرانز كونيغ (بالألمانية: Franz König)‏ هو موجه قوارب ‏ نمساوي، ولد في 1927.

## وصلات خارجية
- فرانز كونيغ على موقع الاتحاد الدولي للتجديف (الإنجليزية)
- فرانز كونيغ على موقع أوليمبيديا (الإنجليزية)